# OGLE-2005-BLG-071L
OGLE-2005-BLG-071L är en ensam stjärna i den mellersta delen av stjärnbilden Skorpionen. Den har en skenbar magnitud av ca 19,5 och kräver ett teleskop med kamera för att kunna observeras. Stjärnan beräknas ligga på ett avstånd på ca 11 000 ljusår (3 500 parsek)  från solen.

## Egenskaper
OGLE-2005-BLG-071L är sannolikt en röd dvärgstjärna i huvudserien av spektralklass M5. Den har en massa som är ca 0,43 solmassa.

## Planetsystem
År 2005 upptäcktes med mikrolinsmetoden en exoplanet av typen Superjupiter som kretsar kring OGLE-2005-BLG-071L. den andra planeten som hittades med denna metod. Planeten bekräftades senare av Keck-teleskopet och dess egenskaper förfinades.
| Planet | Massa                  | Halv storaxel (AE)        | Siderisk omloppstid (d) | Excentricitet | Inklination | Radie |
| ------ | ---------------------- | ------------------------- | ----------------------- | ------------- | ----------- | ----- |
| b      | 3,8 eller 3,4 ± 0,3 MJ | 3,6 ± 0,2 eller 2,1 ± 0,1 | -                       | -             | -           | -     |